# Satılmış Tektaş
Satılmış Tektaş – turecki zapaśnik walczący w stylu wolnym. Brązowy medalista mistrzostw świata w 1962 roku.